# Wickrather Straße 39 (Mönchengladbach)

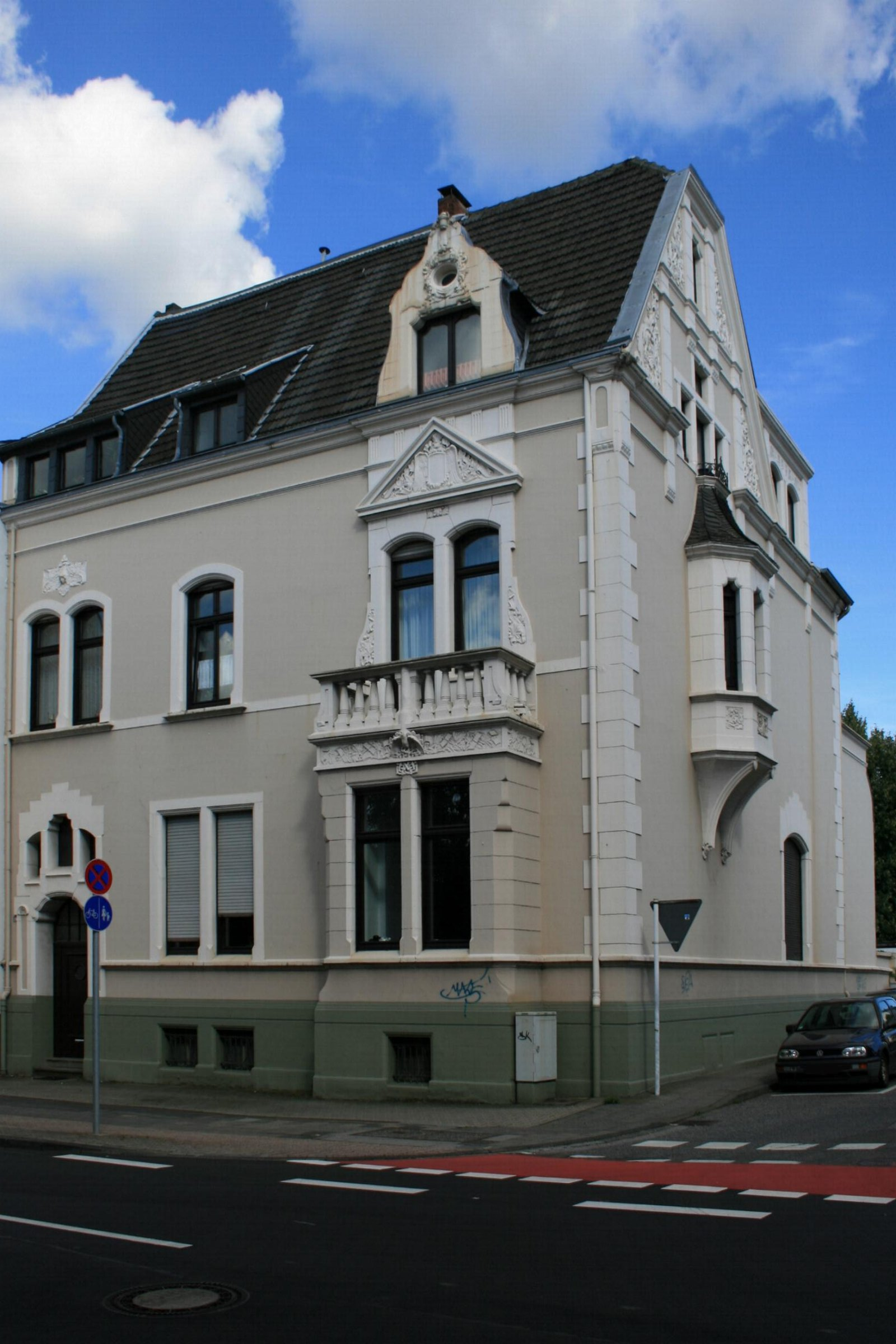
Wohnhaus (2010)

Das Wohnhaus Wickrather Straße 39 steht im Stadtteil Rheydt in Mönchengladbach (Nordrhein-Westfalen).
Das Gebäude wurde 1903 erbaut. Es ist unter Nr. W 024 am 12. Juni 1989 in die Denkmalliste der Stadt Mönchengladbach eingetragen worden.

## Lage
Die Wickrather Straße verbindet den Marienplatz in Rheydt mit Wickrath. Haus Nr. 39 liegt als Eckhaus an der Endepohlstraße in denkmalrelevanter Stellung.

## Architektur
Bei dem Objekt handelt es sich um ein traufenständiges, zweigeschossiges Eckhaus in drei zu zwei Achsen unter einem steilen Satteldach aus dem Jahre 1903. Aufgrund der Formensprache des Historismus, seiner straßenbildprägenden Architektur und aus städtebaulichen Gründen ist das Objekt erhaltenswert.